# Власьевская (Спасское сельское поселение)
Власьевская — деревня в Тарногском районе Вологодской области.
Входит в состав Спасского сельского поселения, с точки зрения административно-территориального деления — в Нижнеспасский сельсовет.
Расстояние до районного центра Тарногского Городка по автодороге — 49 км, до центра муниципального образования Никифоровской по прямой — 9 км. Ближайшие населённые пункты — Барышевская, Булдачевская, Анциферовская, Яринская.
По переписи 2002 года население — 9 человек.